# Ingar Solty

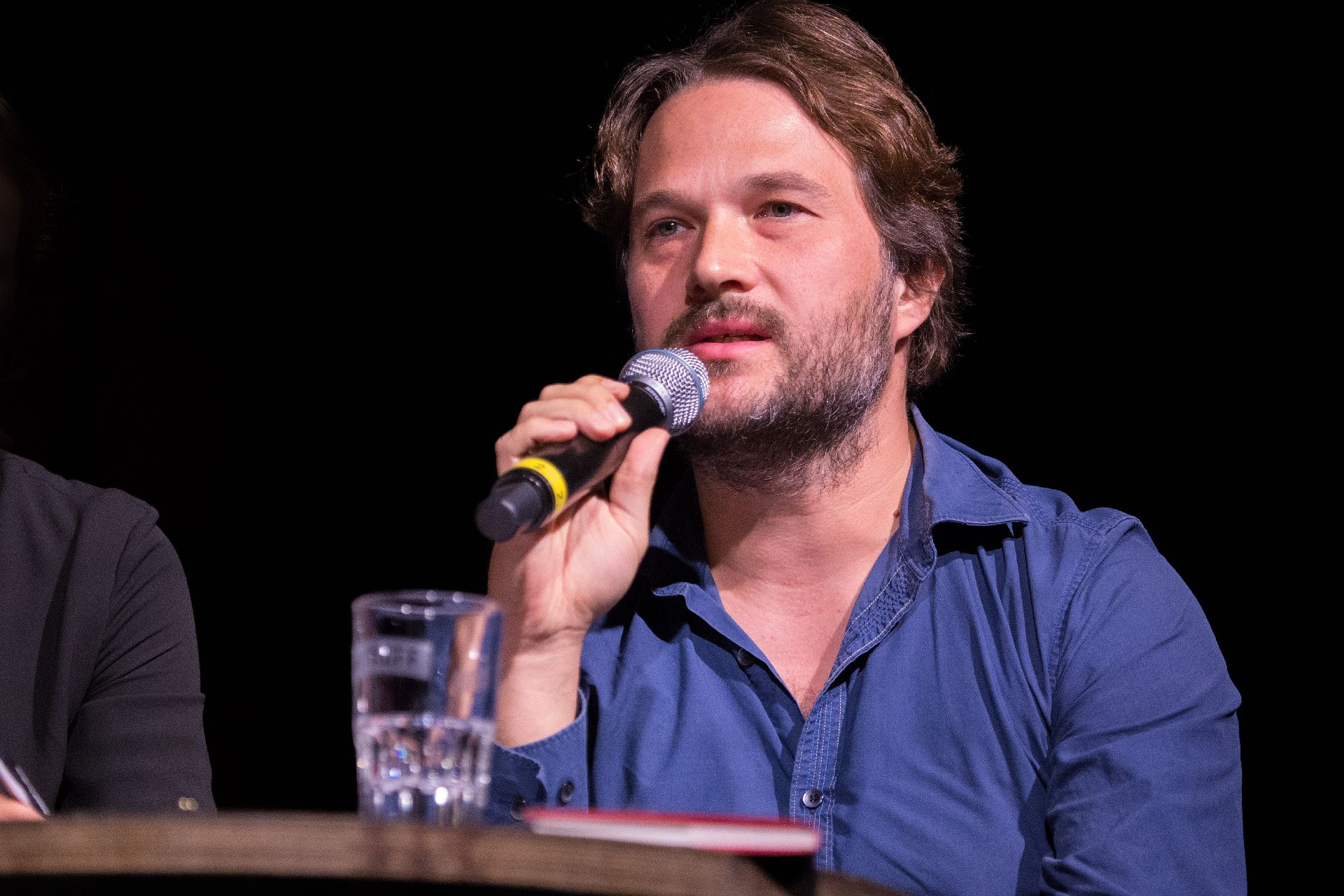
Ingar Solty, 2018

Ingar Solty (* 14. April 1979 in Meinerzhagen) ist ein deutscher Sachbuchautor und Mitarbeiter der Rosa-Luxemburg-Stiftung.

## Werdegang
Ingar Soltys Vorfahren kommen aus Ostpreußen. Er promoviert seit 2006 als wissenschaftlicher Mitarbeiter an der York University in Toronto in Kanada. Sein Mentor war Leo Panitch.
Solty war Rezensionsredakteur der Zeitschrift Das Argument. Er ist Fellow des Instituts für kritische Theorie e. V. (InkriT).
Seit Juni 2016 ist er – als Nachfolger von Erhard Crome – als Referent für Friedens- und Sicherheitspolitik am Institut für Gesellschaftsanalyse der Rosa-Luxemburg-Stiftung tätig.
Tagesmedien, in denen er regelmäßig Stellung bezieht, sind Jacobin, die junge Welt und die taz sowie der Freitag. Ferner schreibt er für die Luxemburg und für die  Z. Zeitschrift marxistische Erneuerung. 2022 war er Mitinitiator eines Appells gegen das Sondervermögen Bundeswehr zur Ausrüstung der Bundeswehr nach dem russischen Überfall auf die Ukraine. Speziell zum Thema des russischen Angriffs kam er auch mehrfach im öffentlich-rechtlichen Rundfunk sowie in einer öffentlichen Anhörung des Auswärtigen Ausschusses im Bundestag zu Wort. Nach Ansicht Soltys schaffe der Russisch-Ukrainische Krieg eine neue Blockkonfrontation, die nur durch Einbindung Russlands in eine neue „Friedensarchitektur“ aufzulösen sei.
Beginnend im Januar 2025 schreibt er für den Brumaire-Verlag die auf 36 Bände angelegte Edition Marxismen.

## Schriften
- Der neue Imperialismus. Distel Verlag, Heilbronn 2004 (zusammen mit Frank Deppe u. a.) ISBN 3-929348-35-7.
- Das Obama-Projekt: Krise und charismatische Herrschaft, VSA-Verlag, Hamburg 2008. ISBN 978-3-89965-947-4
- Kritisch-intellektuelles Engagement heute: 50 Jahre Das Argument. Argument Verlag, Hamburg 2009 (gemeinsam herausgegeben mit Wolfgang Fritz Haug u. a.), ISBN 3-88619-673-9.
- Imperialismus. Papyrossa Verlag, Köln 2011 (zusammen mit Frank Deppe und David Salomon). ISBN 3-89438-439-5.
- Die USA unter Obama: Charismatische Herrschaft, soziale Bewegungen und imperiale Politik in der globalen Krise. Argument Verlag, Hamburg 2013, ISBN 3-86754-312-7.
- Richtige Literatur im Falschen? Schriftsteller – Kapitalismus – Kritik. Verbrecher Verlag, Berlin 2016 (gemeinsam herausgegeben mit Enno Stahl), ISBN 978-3-95732-163-3.
- Literatur in der neuen Klassengesellschaft. Paderborn 2020 (gemeinsam herausgegeben mit Enno Stahl, Klaus Kock, Hanneliese Palm), ISBN 978-3-8467-6528-9.
- Auf den Schultern von Karl Marx. Gemeinsam herausgegeben mit Thomas Sablowski, Judith Dellheim, Katharina Pühl, Alex Demirović, Münster 2021, ISBN 978-3-89691-259-6.
- Literatur im politischen Kampf. Schriftstellerinnen und Schriftsteller in Revolution und Reaktion. Berlin 2021  (gemeinsam herausgegeben mit Enno Stahl), ISBN 978-3-95732-502-0.
- Der kommende Krieg. Der USA-China-Konflikt und seine industrie- und klimapolitischen Konsequenzen, Analysen Nr. 61, Rosa-Luxemburg-Stiftung, Berlin 2020.
- Trumps Triumph? Gespaltene Staaten von Amerika, autoritärer Staatsumbau, neue Blockkonfrontation. Eine Flugschrift, VSA Verlag, Hamburg 2025, ISBN 978-3-96488-238-7.
- Als Reihe Edition Marxismen:
  - Karl Marx. Zur Einführung : I. Philosophie der Praxis (= Edition Marxismen. Band 1), Brumaire Verlag, Berlin 2025, ISBN 978-3-948608-60-6.
  - Karl Marx. Zur Einführung: II. Eine politische Ökonomie der Freiheit (= Edition Marxismen. Band 2), Brumaire Verlag, Berlin 2025, ISBN 978-3-948608-61-3.
  - Friedrich Engels. Zur Einführung. Konstitution des Marxismus (= Edition Marxismen. Band 3). Brumaire Verlag, Berlin 2025, ISBN 978-3-948608-62-0.
  - Clara Zetkin. Zur Einführung. Feministischer Materialismus (= Edition Marxismen. Band 4), Brumaire Verlag, Berlin 2025.
  - Eduard Bernstein. Zur Einführung. Marxismus und Revisionismus (= Edition Marxismen. Band 5), Brumaire Verlag, Berlin 2025.
  - Rosa Luxemburg. Zur Einführung. Sozialismus und Demokratie (= Edition Marxismen. Band 6), Brumaire Verlag, Berlin 2025.